# 7160 Токунаґа
7160 Токунаґа (7160 Tokunaga) — астероїд головного поясу, відкритий 24 жовтня 1981 року.
Тіссеранів параметр щодо Юпітера — 3,458.